# Антоніо де Мендоса
Антоніо де Мендоса-і-Пачеко (ісп. Antonio de Mendoza y Pacheco; нар. між 1490 та 1495 — пом. 21 липня 1552) — іспанський державний діяч, дипломат, віцекороль Нової Іспанії у 1535—1550 роках та віцекороль Перу у 1551—1552 роках.

## Життєпис

### Молоді роки
Походив зі знатної родини Мендоса. Син Ініго Лопес де Мендоса-і-Кіноне, 2-го графа Тендільо та 1-го маркіза Мондехара, і Франциски Пачеко Портокарреро. Народився у Мондехар або Алькала-ла-Реаль. Точна дата народження також невідома, називають 1590, 1593 або 1595 роки. Здобув домашню освіту. Здобував політичні навчання під час керування батьком області Гранади. Тут навчався толерантності до інших релігій, оскільки на той момент в Гранадській області (називалося королівство Гранада) більшість населення складали мусульмани.

### Служба в Європі
У 1516 році служив у Фландрії. У 1517 році виконував дипломатичні доручення в Англії. У 1526 році як нагорода родині Мендоса під час поїздки короля Карла I до Севільї на весілля з Ізабелою Португальською, Антоніо де Мендоса призначається послом до Угорського королівства. На цій посаді сприяв визнанню брата іспанського короля Фердинанда Габсбурга королем Угорщини.
У 1527—1530 роках перебував у Німеччині. У 1528 році призначається цивільним губернатором Леону, проте керував цієї областю через своїх підлеглих. У 1530 році був присутній на коронації Карла Габсбурга як імператор.

### Нова Іспанія
Антоніо де Мендоса стає першим віцекоролем Нової Іспанії, на посаду призначено 17 квітня 1535 року. Того ж року за його наказом засновано монетний двір у Мехіко, який з 1536 року став карбувати мідні й срібні монети.
Він відразу звернув увагу на геноцидні вчинки голови Аудієнції Нуньо Бельтран де Гусмана. Підбурюваний єпископом Бартоломе де Лас Касасом і єпископом Хуаном де Сумарраги, Мендоса у 1536 році наказав заарештувати і посадити до в'язниці Гусмана. Потім його повернули до Іспанії, де він і помер в безвісності і ганьбі. В цей же час запросив до себе друкаря Хуана Паблоса, який очолив засновану Мендосою друкарню, що стала першою в Мексиці.
У 1536 році разом з єпископом Сумаррагою організував коледж Санта-Крус-де-Тлателолько. Головним його завданням, за задумом засновників, було формування слухняною іспанцям індіанської «еліти», яка проводила б у масах місцевого населення бажану завойовникам політику: в коледж приймалися сини касиків та інших представників індіанської знаті, з тим щоб місцева аристократія змогла взяти участь в «цивілізаторській діяльності», що проводилася іспанськими колонізаторами.
У 1537 році було розкрито й придушено змову чорних рабів. У 1539 році надав кошти фраю Маркосу де Нізу в пошуках міфічних островів Сібола та Ківіра. У 1540 році фінансував експедицію Франциско Васкеса де Коронадо, що дослідив землі на північ (сучасні південно-східні штати США), завдяки чому кордони віцекоролівства розширили. У 1541 році за наказом Мендоси засновано місто Вальядолід (сьогодні м. Морелія, штат Мічоакан).
У 1541 році стало Міштонське повстання жителів (на території сучасного мексиканського штату Халіско) проти іспанського правління. Під керівництвом Тенамаштлі індіанці, переважно плем'я касканес, зміцнили свої позиції біля міст Міштон, Ночістлан та інших, одночасно ведучи облогу Гвадалахари. Бачачи, що своїми силами не впоратися з настільки потужним повстанням, діючий губернатор району Крістобаль де Онате звернувся за допомогою до віцекороля Мендоси. Останній відправив на допомогу загін на чолі із Педро де Альварадо, який очолив атаку на Ночістлан. Втіс іспанці зазнали поразки, а Альварадо загинув.
Тоді Мендоса особисто виступив з військом із 300 вершників, 300 піхотинців, 8 гармат при підтримці 20-30 тис. тлашкаланців та тацтеків Тескоко. З цим військом він, незважаючи на запеклий опір, повторно відвойовував місто за містом. До 8 грудня 1542 більшість осередків опору було придушено. Після цього за наказом Мендоси тисячі індіанців відправлено у копальні, іспанські плантації-гасієнди.
У 1542 році відправив експедицію на чолі з Хуаном Родрігесом Кабрільо, який уперше дослідив узбережжя Каліфорнії (до затоки Сан-Дієго). Того ж року відправив іншу морську експедицію на чолі із Лопесом де Вільялобосом до Філіппін. Розпочато ґрунтовні роботи з перетворення Веракрусу на великий порт задля транспортування з Нової Іспанії до Іспанії транспортів із сріблом.
У 1543—1545 роках виступав проти впровадження нових законів Карла I, що поліпшували становище індіанців. Такі дії Мендоси знайшли підтримку серед іспанських колоністів-ідальго. Згодом він здобув підтримку в самій Іспанії й закони було скасовано. Водночас віцекороль намагався не збурювати місцеве населення надмірною жорстокістю.
У 1546 році Мендоса разом із Сумаррагою домігся надання Мехіко статусу митрополії, а самого Сумарраги призначення архієпископом у 1548 році. У 1548 році сприяв побудові численних копалень у штаті Сапатек. У 1549 році Мендоси призначають губернатором і головою Аудієнції Перу. У 1550 році він передав свої повноваження Луїсу де Веласко

### Перу
У 1551 році, після наполегливих клопотань Антоніо де Мендоса (вже після переїзду останнього до Перу), король Філіп II (як регент) і королева-мати підписали указ про створення університету в Мехіко, дарувавши йому привілеї, які мав найстаріший з іспанських університетів — Саламанкський.
У 1551 році з м. Навіддада морес Мендоса прибув до Перу. На той час він був уже тяжко хворий. Втім відправив свого молодшого сина Франциско об'їхати основні області віцекоролівства Перу, щоб з'ясувати економічні можливості та політичне становище, оскільки на той час інки чинили спротив на чолі із Сайрі Тупаком.
Того ж року видав наказ щодо реалізації королівського дозволу на заснування університету Сан-Маркос у монастирі Санто-Домінго-де-Ліма. Водночас підтримав роботу хроніста Хуана де Бетансоса щодо складання історії інків. У 1552 році у Лімі провів слухання за участю суддів, прокурорів, правників, адвокатів та чиновників віцекоролівства. При цьому намагався впорядкувати питання власності індіанців. Втім помер у Лімі 21 липня 1552 року. Поховано у кафедральному соборі Ліми.

## Родина
Дружина — Каталіна де Варгас
Діти:
- Ініго
- Франциска
- Франциско (1523/1524-1565), кавалер ордена Сантьяго